# Campeonato Sul-Americano de Hóquei sobre a grama Feminino de 2014
O Campeonato Sul-Americano de Hóquei sobre a grama Feminino de 2014 foi a sexta edição deste torneio, administrado e patrocinado pela Federação Pan-Americana de Hóquei (PAHF). O Chile recebeu a competição pela segunda vez seguida (a terceira no total), em sua capital Santiago, durante os Jogos Sul-Americanos.
A equipe da Argentina (com Las Panteras) conquistou o sexto título desta competição, autenticando a supremacia sul-americana neste esporte.

## Regulamento e participantes
A competição, em sua primeira fase, teve uma disputa de pontos corridos, no qual todas as seleções se enfrentaram. Os posicionamentos alcançados determinaram a as partidas da fase final, que contaram com as disputas pelos quinto e terceiro lugares, além da decisão do campeonato.
Se fizeram presentes neste torneio as representações de Argentina, Brasil, Chile, Paraguai, Uruguai e Venezuela.

### Eliminatórias para os Jogos Pan-Americanos de 2015
O presente sul-americano de hóquei serviu como eliminatória para os Jogos Pan-Americanos de 2015, então celebrados na cidade canadense de Toronto.
Duas vagas diretas foram ofertadas para o evento continental do ano seguinte, sendo as mesmas das equipes que ficaram com as duas primeiras colocações no Chile.

## Jogos
Seguem-se, abaixo, as partidas realizadas nesta competição.

### Primeira fase
1ª rodada
| 9 de março |      |           |         |  |  |
| Argentina  | 14–0 | Venezuela | Reporte |  |  |

| 9 de março |     |        |         |  |  |
| Uruguai    | 7–0 | Brasil | Reporte |  |  |

| 9 de março |     |          |         |  |  |
| Chile      | 8–1 | Paraguai | Reporte |  |  |

2ª rodada
| 10 de março |     |         |         |  |  |
| Venezuela   | 0–6 | Uruguai | Reporte |  |  |

| 10 de março |     |          |         |  |  |
| Argentina   | 8–0 | Paraguai | Reporte |  |  |

| 10 de março |     |        |         |  |  |
| Chile       | 5–0 | Brasil | Reporte |  |  |

3ª rodada
| 12 de março |     |          |         |  |  |
| Brasil      | 3–1 | Paraguai | Reporte |  |  |

| 12 de março |     |           |         |  |  |
| Uruguai     | 1–3 | Argentina | Reporte |  |  |

| 12 de março |     |       |         |  |  |
| Venezuela   | 1–7 | Chile | Reporte |  |  |

4ª rodada
| 13 de março |     |         |         |  |  |
| Paraguai    | 1–9 | Uruguai | Reporte |  |  |

| 13 de março |     |           |         |  |  |
| Brasil      | 2–1 | Venezuela | Reporte |  |  |

| 13 de março |     |           |         |  |  |
| Chile       | 0–2 | Argentina | Reporte |  |  |

5ª rodada
| 15 de março |     |           |         |  |  |
| Paraguai    | 1–3 | Venezuela | Reporte |  |  |

| 15 de março |      |        |         |  |  |
| Argentina   | 12–0 | Brasil | Reporte |  |  |

| 15 de março |     |       |         |  |  |
| Uruguai     | 1–4 | Chile | Reporte |  |  |

#### Classificação final - Primeira fase
| Equipe    | Pts | J | V | E | D | GF | GC | Saldo |
| --------- | --- | - | - | - | - | -- | -- | ----- |
| Argentina | 15  | 5 | 5 | 0 | 0 | 39 | 1  | +38   |
| Chile     | 12  | 5 | 4 | 0 | 1 | 25 | 5  | +20   |
| Uruguai   | 9   | 5 | 3 | 0 | 2 | 24 | 9  | +15   |
| Brasil    | 6   | 5 | 2 | 0 | 3 | 5  | 26 | -21   |
| Venezuela | 3   | 5 | 1 | 0 | 4 | 5  | 30 | -25   |
| Paraguai  | 0   | 5 | 0 | 0 | 5 | 4  | 31 | -27   |

- Convenções: Pts = pontos, J = jogos, V = vitórias, E = empates, D = derrotas, GF = gols feitos, GC = gols contra, Saldo = diferença de gols.
- Critérios de pontuação: vitória = 3, empate = 1, derrota = 0.
- Argentina e Chile asseguraram presença nos Jogos Pan-Americanos de 2015.

### Fase final

#### Disputa do 5º lugar
| 16 de março |     |          |         |  |  |
| Venezuela   | 1–2 | Paraguai | Reporte |  |  |

#### Disputa do 3º lugar
| 16 de março |     |        |         |  |  |
| Uruguai     | 3–0 | Brasil | Reporte |  |  |

#### Disputa do Título
| 16 de março |     |       |         |  |  |
| Argentina   | 3–1 | Chile | Reporte |  |  |

## Título
| Campeonato Sul-Americano de 2014 Hóquei sobre a grama feminino |
| -------------------------------------------------------------- |
| Argentina Campeã (6º título)                                   |